# 바이바이 (배우)
바이바이(중국어 정체자: 百白, 병음: Bâibái, 한자음: 백백, Pai Ching-I, 1988년 8월 10일 ~ )는 대만의 배우이다.

## 방송
- 애정백피서
- 초감응학원
- 자시자각
- 아적의외실우
- 도시구집